# James Dunn (Diplomat)
James Stanley „Jim“ Dunn (* 6. Januar 1928 in Bundaberg, Queensland, Australien; † 31. Januar 2020 in Canberra, Australien) war ein australischer Beamter, Diplomat und Menschenrechtler.

## Werdegang
Am Ende des Zweiten Weltkriegs diente Dunn in der Armee. Zwei Jahre verbrachte er bei den Besatzungstruppen in Japan davon die ersten sechs Monate bei einer Einheit, die in den Außenbezirken des zerstörten Hiroshima stationiert war. Später gehörte er zu den Alliiertenwachen beim Kaiserpalast in Tokio. Eines Nachts hielt er einen Wagen an, dessen Fahrer das Passwort nicht kannte. Mit vorgehaltener Waffe forderte Dunn ihn auf, aus den Wagen zu steigen. Es war Kronprinz Akihito. Nach dem Wehrdienst schloss Dunn sein Studium an der Universität Melbourne ab. Er erhielt einen Abschluss mit Auszeichnung in Politikwissenschaften und Russisch. An der Australian National University absolvierte er das Fach Asienstudien mit Schwerpunkt Indonesische Sprache, Politik und Geschichte.
Als Offizier im Geheimdienst des Verteidigungsministeriums war Dunn mit den Entwicklungen in Indonesien betraut und befasste sich daher auch mit der Kolonie Portugiesisch-Timor, dem heutigen Osttimor. Ende 1961 wechselte Dunn zum Department of External Affairs und wurde zum australischen Konsul in Portugiesisch-Timors Hauptstadt Dili ernannt. Hier wurde er eines Tages von einem portugiesischen Oberst gefragt, ob Australien einen Putsch gegen die portugiesische Diktatur unterstützen würde. Canberra lehnte ab, doch dieser Oberst sollte 1974 bei der Nelkenrevolution eine führende Rolle spielen Das Amt des Konsuls führte Dunn von 1962 bis Ende 1964. Danach war er zunächst im Außenministerium zuständiger Beamter für Westeuropa, dann wurde er als Diplomat nach Paris und Moskau geschickt. Einige Zeit verbrachte er auch in Jugoslawien, Ungarn, der Tschechoslowakei und Polen. 1969 war Dunn Konferenzsekretär des Fünf-Mächte-Treffens zur Verteidigung in Canberra. 1970 wurde Dunn zum Direktor der Foreign Affairs Group des Parliament’s Legislative Research Service ernannt und wurde kurzzeitig an das Department of Foreign Affairs and Trade abgegeben, da er als Experte für Aufklärungsmissionen galt. Für die Regierung von Gough Whitlam sollte er 1974 die Lage auf Timor ermitteln, nachdem die portugiesische Diktatur des Estado Novo zusammengebrochen war. 1975 leitete er eine weitere Mission des Australian Council for Overseas Aid zur Untersuchung der Lage. Er wies auch darauf hin, dass nur wenige Osttimoresen einen Anschluss ihres Landes an Indonesien wollten und die Mehrheit stattdessen einen unabhängigen Staat anstrebten. Die Whitlam-Regierung präferierte aber für Osttimor den ersten Weg, sehr zum Missfallen von Dunn und jenen Australiern, die sich an die Unterstützung der Osttimoresen für die australischen Soldaten bei der Schlacht um Timor im Zweiten Weltkrieg erinnerten.
1977 wurde sein Bericht über Kriegsverbrechen und Verbrechen gegen die Menschlichkeit durch die Streitkräfte Indonesiens veröffentlicht, die 1975 in das Nachbarland einmarschiert waren, nachdem Osttimor seine Unabhängigkeit von der Kolonialmacht Portugal erklärt hatte. Dunn war überzeugt, dass die Schätzungen von 100.000 Toten, die aus Quellen der katholischen Kirche stammten, zuverlässig waren. Der Bericht fand international Beachtung. Infolgedessen trat er auch als Zeuge vor dem Kongress der Vereinigten Staaten auf. Auch die Vereinten Nationen, das Europaparlament, Japan, der Vatikan, das Internationale Rote Kreuz und andere nutzten Dunns Informationen über die Vorfälle in Osttimor. Die australischen Botschaften der von Dunn besuchten Länder wurden von ihrer Regierung angeordnet, ihn zu diskreditieren und seine Berichte als „stark übertrieben“ abzutun, die auf „Hörensagen und Berichten aus zweiter Hand basieren“ und durch nähere Untersuchungen nicht belegt hätten werden können.
Dunn unterstellte den Indonesiern, dass sie amerikanische Waffen während der Invasion verwendet hätten und warf der australischen Politik vor, dass sie unangemessen auf die Situation im Nachbarland reagiere.
1986 hörte Dunn auf, für das Parlament zu arbeiten und befasste sich nun vor allem mit internationalen Menschenrechten, im Besonderen mit Kongressen zu dem Thema und internationale Missionen in Westafrika und Lateinamerika. Im selben Jahr war er Co-Präsident des zweiten Weltkongresses zu Menschenrechten in Dakar (Senegal). Dunn wurde Mitglied der Fédération internationale des ligues des droits de l’Homme und war zusammen mit Mark Oliphant Gründer des Human Rights Council of Australia. Dunn wurde ihr erster Präsident.
Die Situation im von Indonesien besetzten Osttimor veranlasste Dunn zahlreiche Offizielle und Komitees in Portugal, der Europäischen Union, dem Europaparlament, dem britischen Parlament und den Regierungen von Norwegen, Schweden, Dänemark, Finnland, der Niederlande und Japan zu kontaktieren. Bereits 1977 hatte er sich vor dem vierten Komitee der UN-Generalversammlung für eine Selbstbestimmung der Osttimoresen ausgesprochen. Diese Besuche wiederholte er mehrfach. An der Yale University, der University of Oxford und der McGill University in Montreal gab Dunn Seminare zu dem Thema. 1995 war er Coventry Peace Lecturer und ein Hauptredner auf der Timor-Konferenz in Dublin. 1999 war Dunn UN-Beobachter des Unabhängigkeitsreferendums in Osttimor. Er blieb in Dili bis zur Evakuierung im September wegen der Gewaltwelle der Indonesier nach dem Ausgang des Referendums. Später kehrte er nach der Befriedung durch die INTERFET zurück und wurde Dunn Berater der Mission der Vereinten Nationen in Osttimor und INTERFET sowie für spätere UN-Missionen in Osttimor. 2001 wurde er als Experte für Verbrechen gegen die Menschlichkeit in Osttimor von den Vereinten Nationen berufen und begann zum Aufbau eines osttimoresischen Auswärtigen Dienstes in Dili Kurse in Diplomatie zu geben.
Einige Jahre schrieb Dunn auch zu allgemeinen internationalen Beziehungen, zunächst ein Jahr für den australischen Bulletin, dann gelegentlich für den Sydney Morning Herald und die Melbourne Age und 13 Jahre lang als wöchentlicher Kolumnist für Außenpolitik im Illawarra Mercury.

## Familie
James Dunn hatte mit seiner Frau Wendy vier Söhne. Er selbst hatte fünf Geschwister.

## Auszeichnungen
1999 erhielt Dunn den Menschenrechtspreis des Australian Council for Overseas Aid (ACFOA) und 2001 den Order of Australia für seinen „Dienst für die Menschlichkeit, als ein Anwalt für die Rechte der Osttimoresen.“ Im Mai 2002 wurde er als portugiesischer Großoffizier des Ordens des Infanten Dom Henrique geehrt. 2009 wurde Dunn Osttimors höchste Auszeichnung verliehen, die Medal des Ordem de Timor-Leste.

## Veröffentlichungen
- Timor: A People Betrayed, Canberra 1983; überarbeitete und aktualisierte Fassung 1996.
- The Balibo Incident in Perspective, von der Menschenrechtsgruppe des Britischen Parlament veröffentlichtes Dokument, London 1995.
- East Timor: A Rough Passage to Independence, Sydney 2003, ISBN 1-920681-03-5.

Beitragender Autor war James Dunn bei:
- East Timor at the Crossroads, Cassels, London, 1995.
- Genocide in the Twentieth Century, Garland Press, New York, 1995.
- The Widening Circle of Genocide, Transaction Press, New Brunswick, USA, 1994.
- Genocide: Conceptual and Historical Dimensions, Uni of Pennsylvania Press Philadelphia, 1993.

Außerdem verfasste Dunn Studien zu den Konflikten auf den Falklandinseln, im ehemaligen Jugoslawien und zu Positionen zu den armenischen und kurdischen Völkern.